# 노아 링거
노아 링거(Noah Ringer, 1996년 11월 18일 ~ )는 미국의 배우이다.

## 출연 작품
- 라스트 에어밴더